# Orthetrum villosovittatum
Orthetrum villosovittatum – gatunek ważki z rodziny ważkowatych (Libellulidae).